# Phyllonorycter nigrescentella
Phyllonorycter nigrescentella là một loài bướm đêm thuộc họ Gracillariidae. Nó được tìm thấy ở khắp châu Âu, ngoại trừ bán đảo Balkan.
Sải cánh dài 7–9 mm.
Ấu trùng ăn Lathyrus vernus, Lotus, Medicago, Trifolium alpestre, Trifolium medium, Trifolium pratense, Trifolium repens, Trifolium rubens, Vicia dumetorum, Vicia sativa và Vicia sepium. Chúng ăn lá nơi chúng làm tổ. They create a lower surface tentiform mine that occupies an entire leaflet. The lower epidermis is strongly folded. Fully developed mines are strongly inflated và the leaflet is completely folded over the mine making it practically invisible.